# Johan Stensson Rothman
Johan Stensson Rothman (Växjö, 24 de febrero de 1684 – ibídem, 20 de julio de 1763) fue un médico y naturalista sueco.

## Biografía
Rothman estudió en Harderwijk y en Leiden donde sigue los cursos de Herman Boerhaave (1668-1738). Después de haber obtenido su título de doctor en medicina en Harderwijk en 1713, en 1718, ejerce la medicina en el Condado de Kronoberg, y a partir de 1720, enseña Historia natural en la escuela superior de Växjö. 
Rothman estaba influido por los trabajos de Sébastien Vaillant (1669-1722) sobre la sexualidad de los vegetales a lo cual inicia uno de sus antiguos alumnos, Carlos Linneo (1707-1778). Se casa con Anna Elisabeth Rothman. Su hijo fue el botánico Göran Rothman (1739-1778), traductor de Voltaire (1694-1778) y de Alexa Pope (1688-1744), y que estudiará bajo el magisterio de Linneo.
- La abreviatura «J.Rothman» se emplea para indicar a Johan Stensson Rothman como autoridad en la descripción y clasificación científica de los vegetales.[1]

## Fuente
- Sitio italiano Ornitológico Archivado el 12 de marzo de 2007 en Wayback Machine.